# Boulevard Kellermann
Le boulevard Kellermann est une voie située dans le quartier de la Maison-Blanche du 13e arrondissement de Paris. C'est une partie des boulevards des Maréchaux.

## Situation et accès
Le boulevard part de la porte d'Italie où il prend la succession du boulevard Masséna et continue vers l'ouest dans une grande courbe jusqu'au stade Charléty, à la limite entre le 13e arrondissement et le 14e arrondissement, où il laisse la place au boulevard Jourdan. Il a une longueur de 1 200 mètres pour une largeur de 40 à 50 mètres.
Après avoir été accessible par la ligne de bus de Petite Ceinture, le boulevard Kellermann est désormais accessible par la ligne 3a du tramway  par les stations Porte d'Italie, Poterne des Peupliers et Stade Charléty.
Les bus de la ligne 184 l'empruntent entre les arrêts Porte d'Italie et Poterne des Peupliers.

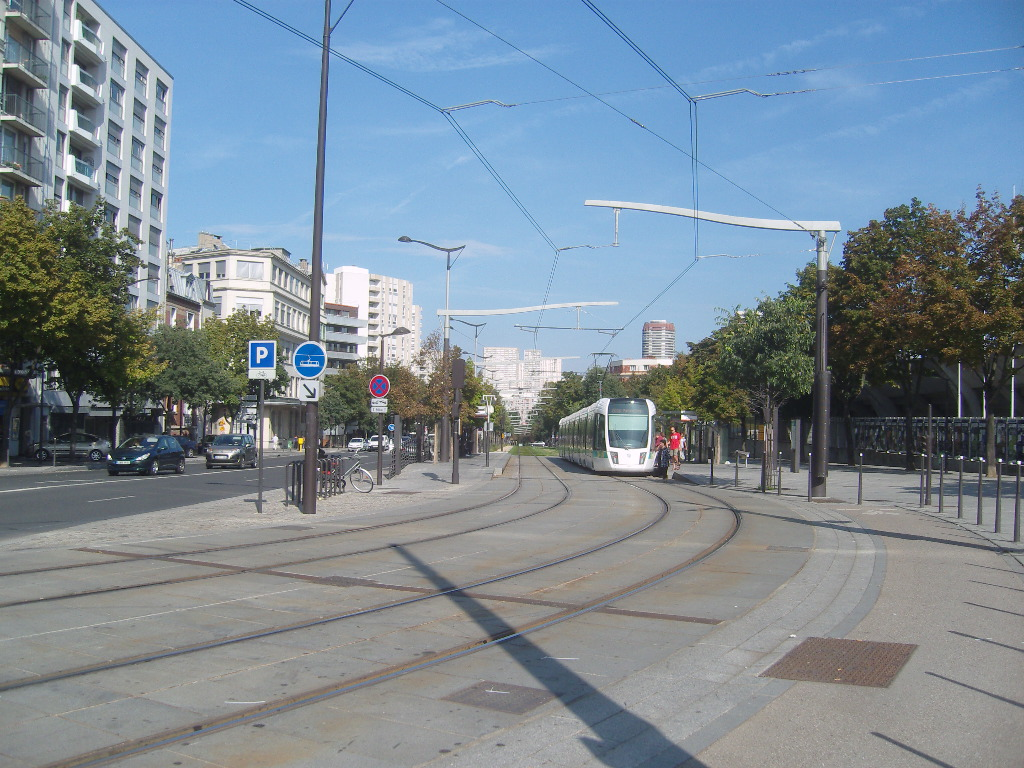
Station Charléty.
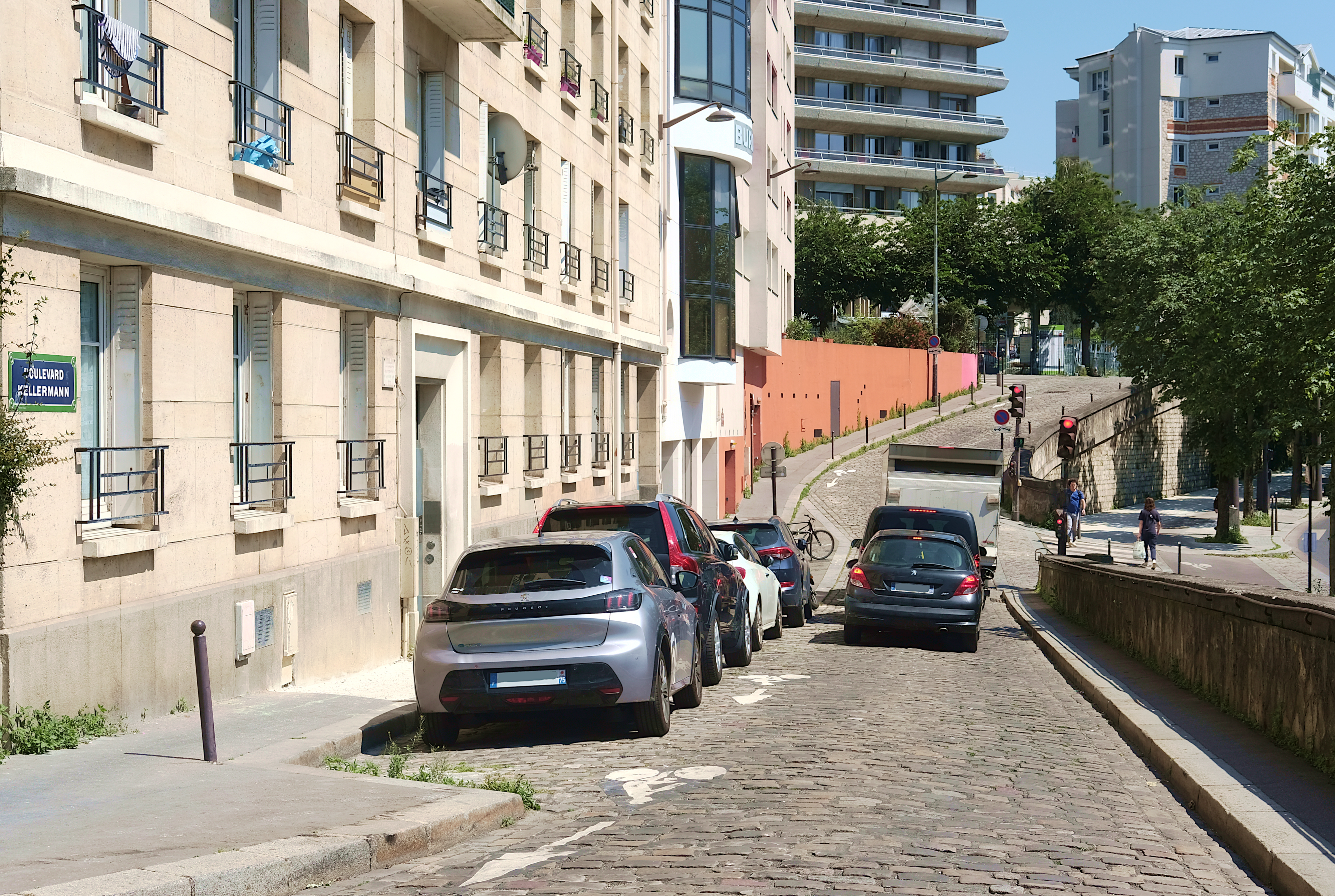
Le boulevard (ou plutôt, un de ses accès) vu depuis l'extrémité sud de la rue Damesme (vers l'est).
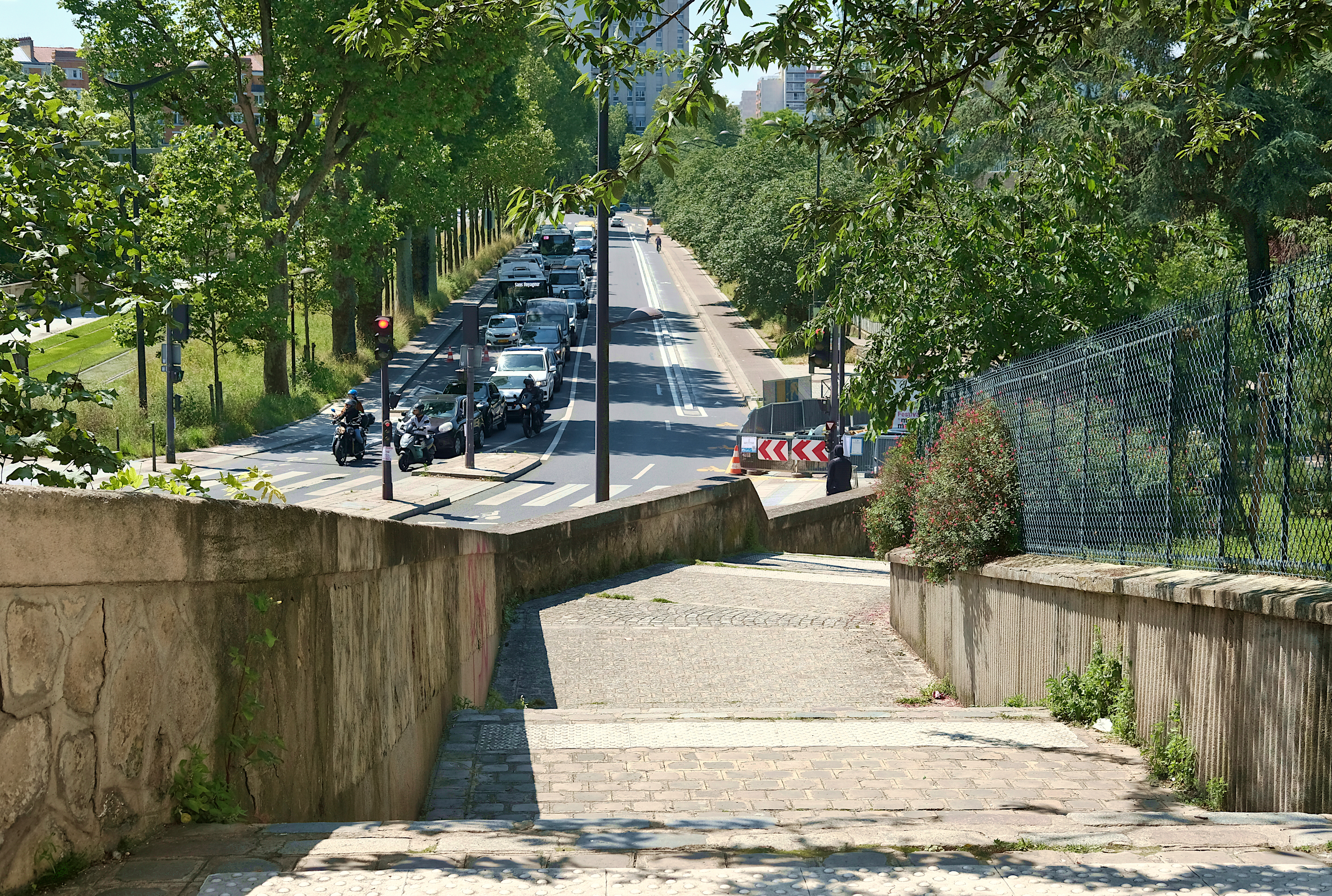
Le boulevard vu depuis l'extrémité sud de la rue Damesme (vers l'ouest).

## Origine du nom

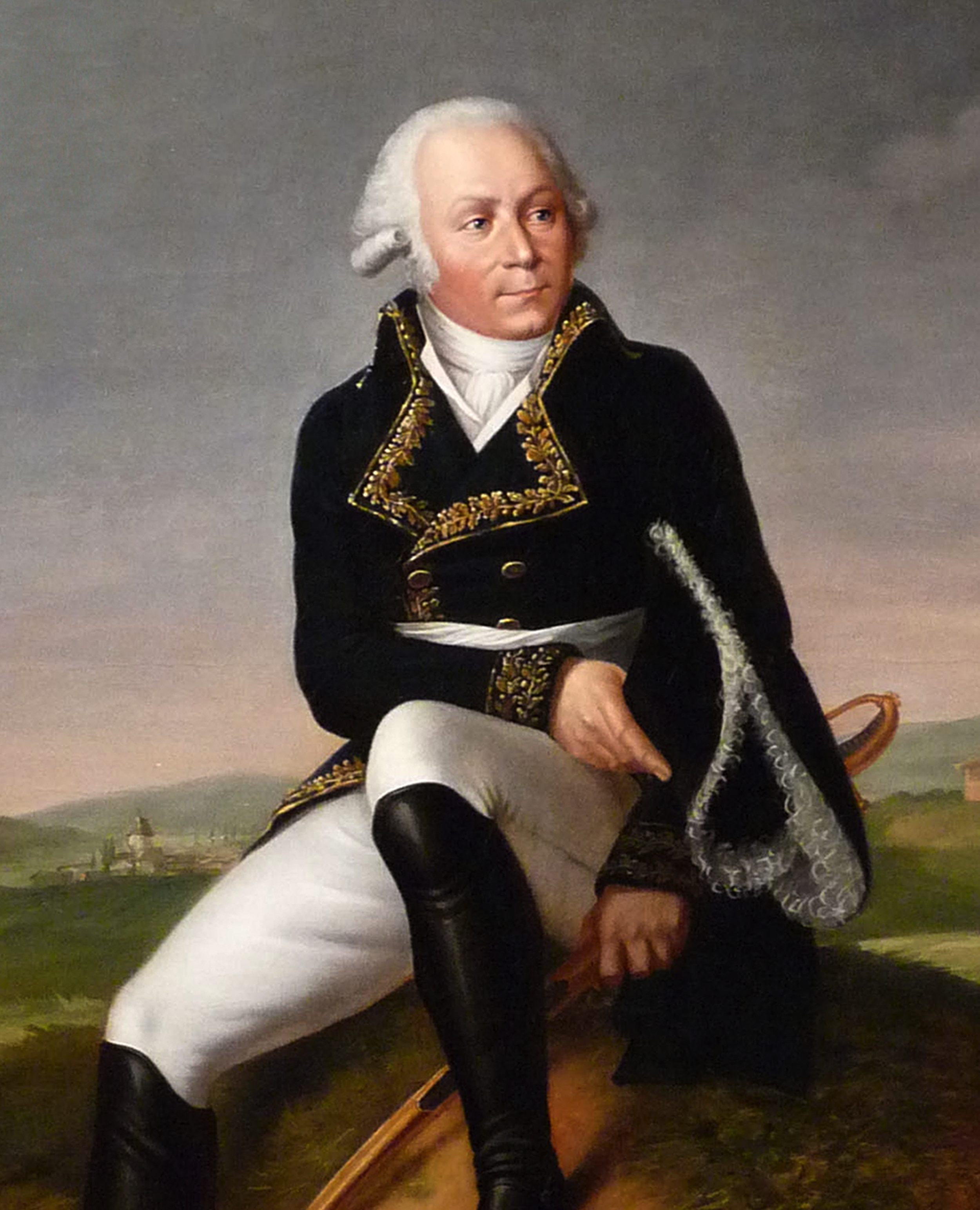
François Christophe Kellermann.

Il a reçu son nom du maréchal François Christophe Kellermann, vainqueur de la bataille de Valmy, dans le contexte des guerres de la Révolution française.

## Historique
Le boulevard Kellermann fait partie de la ceinture de boulevards créée en 1861 le long de l'enceinte de Thiers, à la place de la rue Militaire.
Le 11 avril 1918, durant la première Guerre mondiale, un obus tiré par la Grosse Bertha positionnée entre Fourdrain et Crépy-en-Laonnois explose sur l'usine Gnome et Rhône du boulevard Kellermann à proximité de la porte de Gentilly.

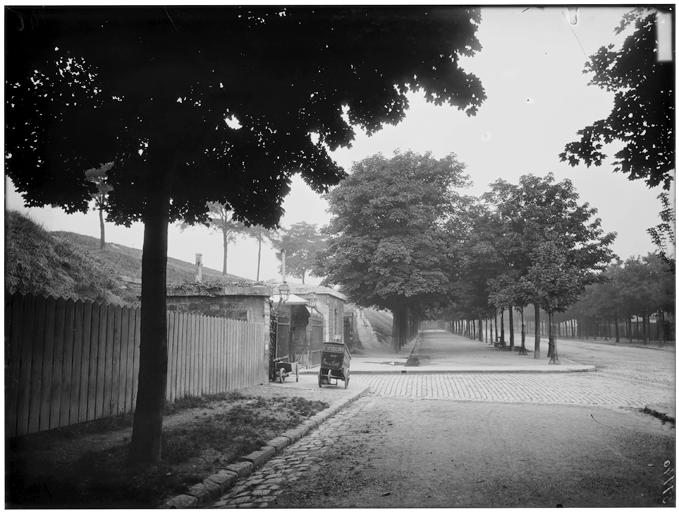
La porte de Gentilly sur le boulevard Kellermann vers 1910-1913, par Eugène Atget.
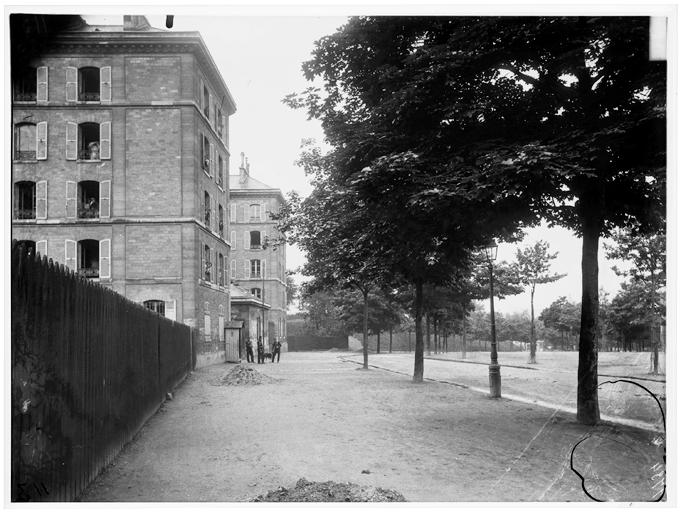
Bastion n°85 (porte d'Ivry) sur le boulevard Kellermann vers 1910-1913, par Eugène Atget.

## Bâtiments remarquables et lieux de mémoire
- Proche de la porte d'Italie, se trouve l'une des entrées du parc Kellermann, qui s'étend sur 5,6 hectares et se situe sur l'ancien lit de la Bièvre. Il a été construit après la destruction des fortifications de Thiers, dans les années 1930[1].
- Le boulevard franchit ensuite, en son point bas, la poterne des Peupliers qui était, du temps de l'enceinte de Thiers, à la fois poterne — c'est-à-dire « petite porte » — pour les circulations terrestres franchissant les fortifications, et « poterne d'eau » pour l'entrée de la Bièvre dans la capitale. Lors de la couverture de la Bièvre au début du XXe siècle, les poternes d'eau demeurèrent, mais souterraines[2]. Cette poterne demeure aujourd'hui l'un des rares témoins de ces fortifications, bien qu'assez fortement remaniée.

- Un ancien ouvrage dit blockhaus occupe l'angle formé par le boulevard et la rue Cacheux. Dans les années 1920, les installations de Gnome et Rhône couvrirent toute la surface comprise entre le boulevard Kellermann, la rue des Longues-Raies et la rue Mathias-Duval, qui avait été ouverte en 1883 sous la dénomination rue Jean-Dollfus, en même temps que la rue Cacheux, parallèle. Ces deux rues, créées à l'initiative de Émile Cacheux et de Jean Dollfus pour fonder une petite cité ouvrière étaient chacune bordée de chaque côté de petites maisons à un étage, agrémentées de jardinets. Une passerelle aménagée au bout de la rue Mathias-Duval permettait de rejoindre la place de Rungis. Dans les années 1930, l'ancienne rue Jean-Dollfus (rue Mathias-Duval depuis 1889), ses maisons et celles du côté oriental de la rue Cacheux disparurent lors de l'ajout, à l’ouest de l’usine, d’une aile comportant un énorme blockhaus intégré, conçu pour mettre le personnel et les outils de production à l’abri d'un éventuel bombardement. Cet ouvrage, dont une façade s’étend sur toute la longueur de la rue Cacheux présente un pan coupé à l’angle du boulevard Kellermann. C’est le seul bâtiment subsistant de l’ancienne société des moteurs Gnome et Rhône[3].
- En 1982, est ouvert le second site dit « Kellerman » du Centre international de séjour de Paris au no 17[4].
- Le jardin du Monument-aux-Mères-Françaises, accessible au no 21, est inauguré en 1938 pour abriter le Monument aux Mères françaises, sculpté par Henri Bouchard et Alexandre Descatoire sur un dessin de Paul Bigot.
- Au no 22, se trouve la tour Chambord, gratte-ciel de 96 mètres de hauteur, achevé en 1975.
- Juste avant la porte de Gentilly se trouve le stade Sébastien Charléty, inauguré en 1939 à l'emplacement du bastion 85 des anciennes fortifications[5] sur les plans de l'architecte Bernard Zehrfuss. Le stade sera ensuite complètement reconstruit en 1994 par l'architecte Henry Gaudin[6]. À titre d'anecdote, il a été rapporté[5] que le sculpteur Alexandre Falguière, mobilisé durant l'hiver 1870-1871 en ce bastion 85, y exécuta en neige et glace une statue de la Résistance, le 21 décembre 1870, par une température de −20 °C.
- Au no 68, en 1913, la Société des moteurs Le Rhône de l'ingénieur Louis Verdet et de son associé Édouard Martin installe ici ses nouveaux bureaux. La caserne Kellermann, de la Garde républicaine, est installée depuis 1975 à l'emplacement d'une ancienne usine de la Snecma, partiellement démolie lors de son départ pour l'Essonne[7]. Cette usine avait été fondée à cet emplacement par Louis Verdet sous le nom de la Société des moteurs Le Rhône en 1913, devenue en 1915 Société des moteurs Gnome et Rhône puis Snecma en 1945[8],[9].
- En face, au no 106 du boulevard, une discrète plaque rappelle que Pierre et Marie Curie vécurent dans une maison située à cet emplacement, maison démolie depuis[5].
- Jardin Charles-Trenet, près de la place de Rungis (depuis 2015).

Galerie de photographies
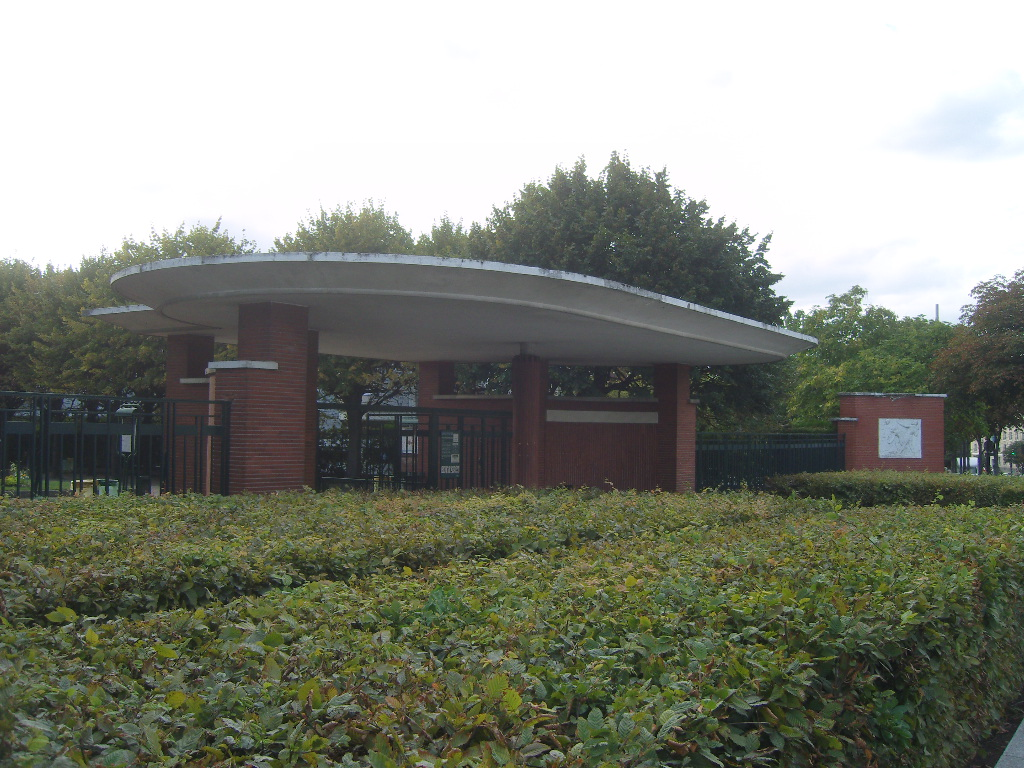
Parc Kellermann.
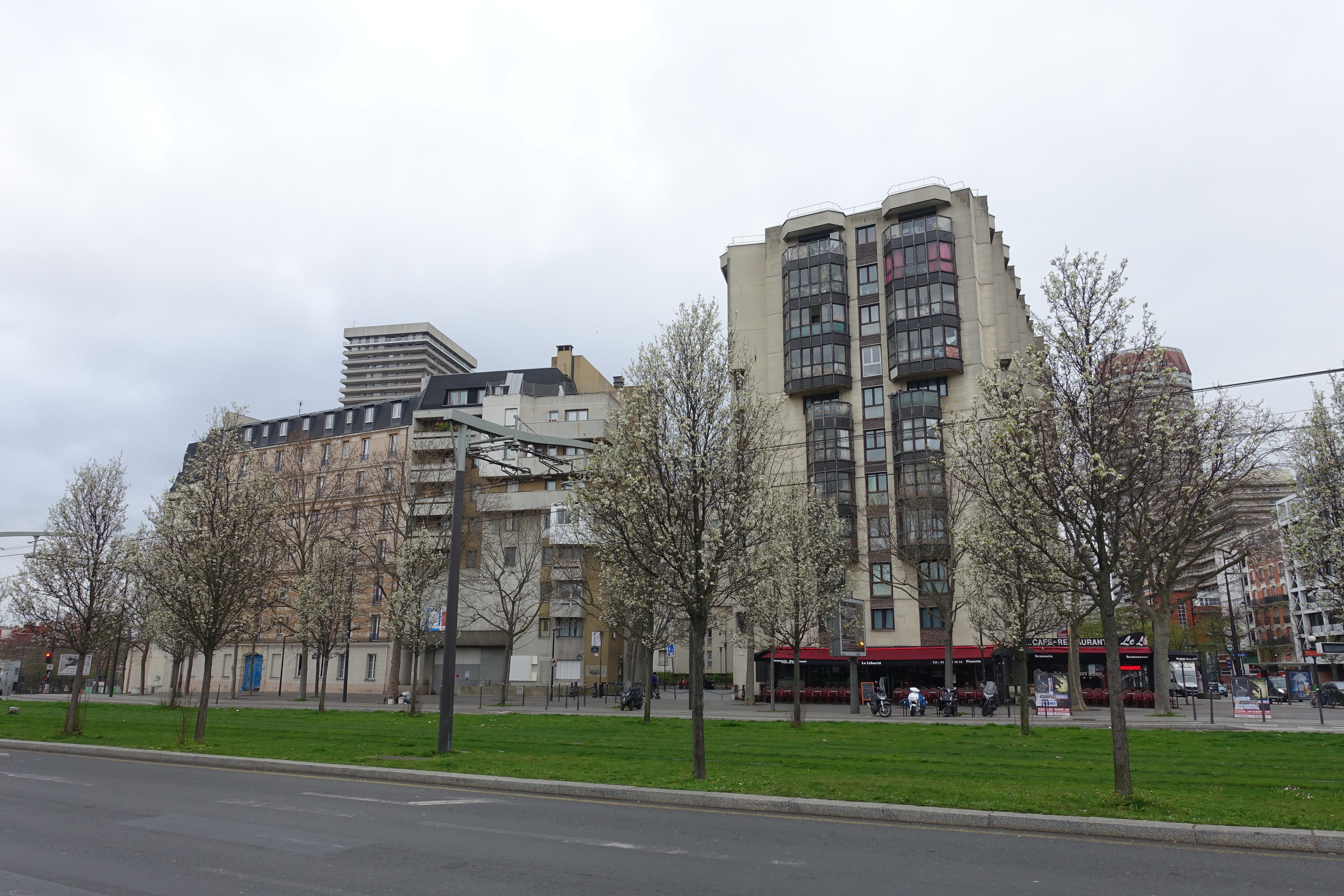
Vers la porte d'Italie.
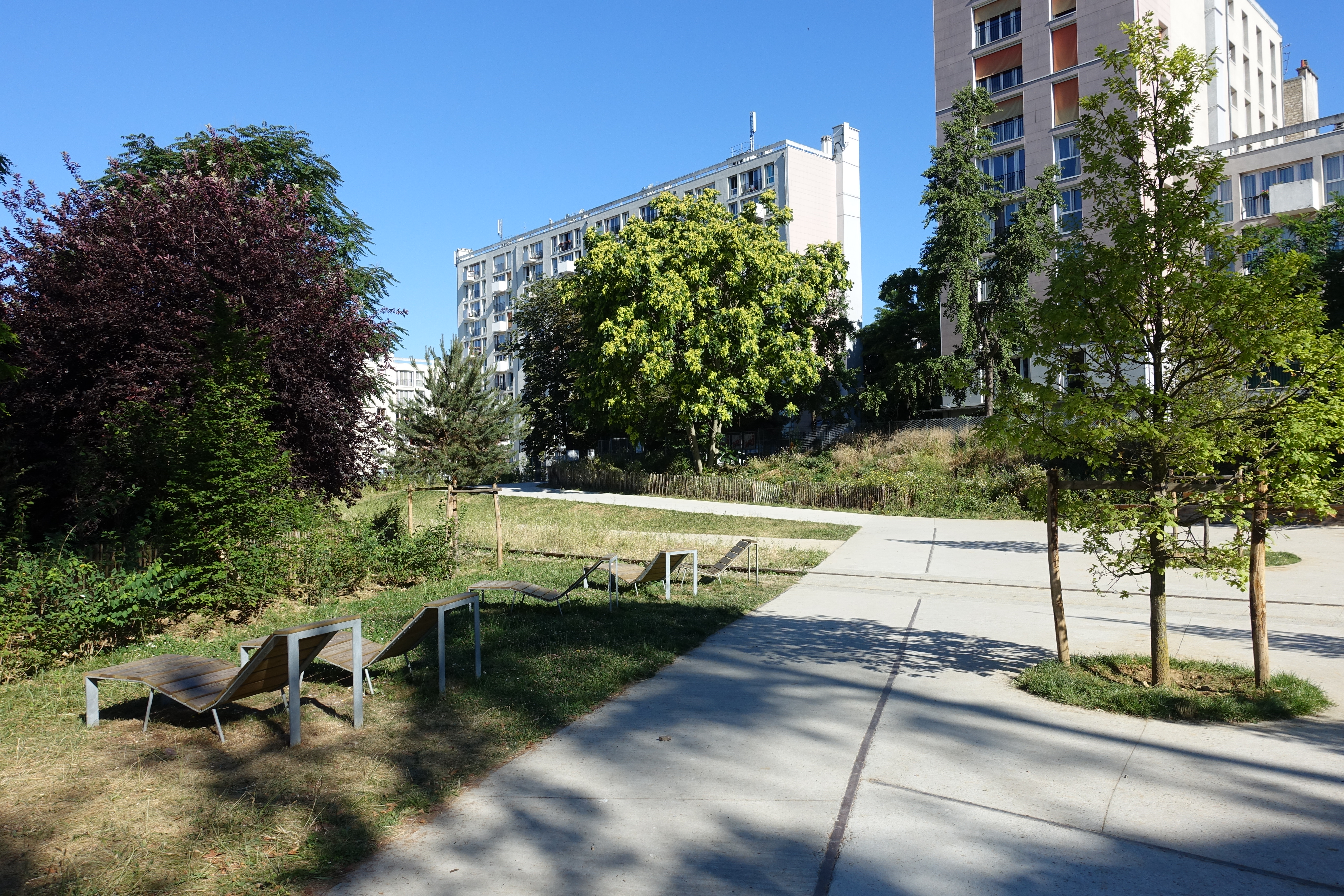
Coulée verte.
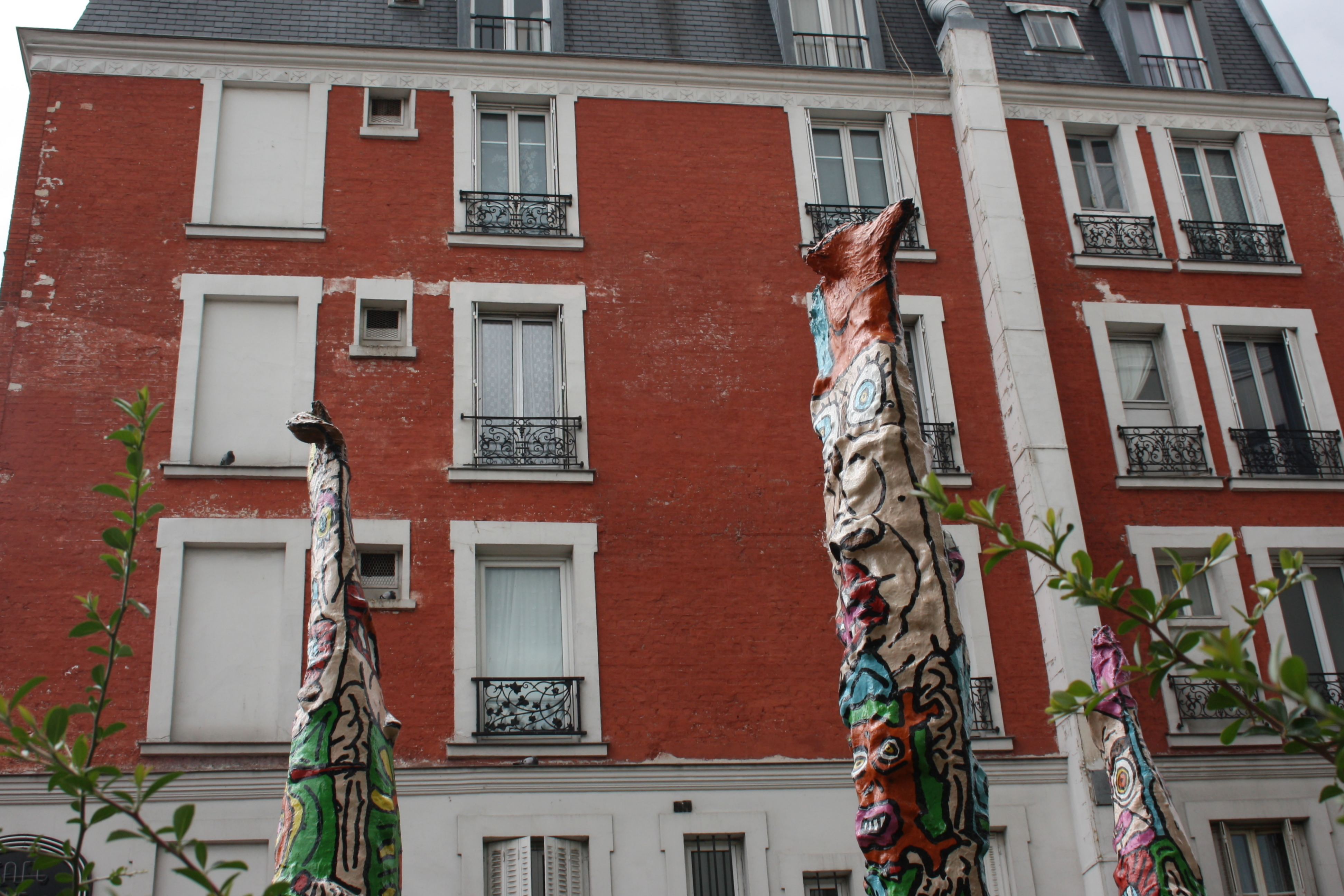
Ancien immeuble.

Une sortie du boulevard vers la rue des Peupliers.
Street art sur la rampe d'accès au boulevard depuis la rue des Peupliers.